# Jan Merckx
Jan Merckx  (Anderlecht, 16 januari 1924 - Knokke, 8 augustus 1992) was een Vlaams journalist die jarenlang hoofdredacteur-directeur was van De Nieuwe Gids, Uitgeverij De Vlijt en Perexma. Hij was ook nauw betrokken bij de oprichting van de Vlaamse commerciële zender VTM in 1989.

## Biografie
Merckx werd kort na de Tweede Wereldoorlog redacteur bij De Nieuwe Gids. Later stapte hij over naar Het Handelsblad in Antwerpen, destijds eigendom van de familie Velge, waar hij al snel opklom tot hoofdredacteur-directeur. Dankzij Merckx werd de noodlijdende krant eind jaren vijftig verkocht aan “De Standaard”-groep, die toen nog in handen was van Albert De Smaele. Toen in 1976 de Standaard-groep failliet ging, nam Merckx de weekbladengroep Perexma (Pers Exploitatie Maatschappij) over. Zo werd hij uitgever van bladen als TV Expres en Zie-Magazine. Perexma was in 1969 begonnen als een joint venture van De Standaard en De Vlijt. De Vlijt verliet twee jaar later dit verbond, op twee bestuurders na, advocaat Georges Impens en Julien Westen, eigenaar van Laboratoria A.J. Hendrix, die echter in eigen naam aandeelhouder van Perexma bleef. 
Merckx schreef ook jarenlang van 1953 tot 1981 anoniem de hoofdartikelen voor 't Pallieterke. In 1981 zette hij deze bijdragen stop om zich voltijds bezig te houden met het voorbereiden van de eerste Vlaamse commerciële zender, VTM. Merckx lobbyde voor de zender en werd in 1987 een van de negen uitgevers,  oprichters (met elk 11,1 % van de aandelen) van de nv Vlaamse Televisie Maatschappij, waarvan hij voorzitter van de raad van bestuur werd.   
Bij het begin van de jaren 1990 werd de naam van Merckx, naast die van vele anderen, genoemd in de zaak-Stuyck. Nadat hij in 1992 overleed, volgde Karel Huysmans hem op in het bedrijf.